# 日本行政書士会連合会
日本行政書士会連合会（にほんぎょうせいしょしかいれんごうかい、略称・日行連）は、行政書士法第18条第1項に基づいて設立された特別民間法人。各都道府県の行政書士会で構成されている。行政書士は、都道府県行政書士会を通じて日本行政書士会連合会に備え付けられた行政書士名簿に登録することが義務づけられている。

## 概要
- 所在地 - 東京都港区虎ノ門4丁目1番28号 虎ノ門タワーズオフィス10階[1]
- 会長 - 宮本重則（東京都行政書士会会長）（令和7年7月10日現在）[2]
- 設立目的 - 行政書士法第18条第2項に基づき、行政書士会及びその会員の指導及び連絡に関する事務、並びに行政書士名簿の登録に関する事務を行う。

## 沿革
- 1953年2月22日 - 任意団体として設立
- 1960年12月11日 - 全行政書士の登録義務化
- 1971年12月10日 - 法人格付与
- 2003年3月4日 - 特別民間法人となる